# Keiko Ota
Iolanda Keiko Miashiro Ota, ou Keiko Ota (Olímpia, 28 de setembro de 1956), é uma empresária e política brasileira,  filiada ao Podemos (PODE).

## Biografia
De ascendência japonesa, sua trajetória política teve início em 2010, tendo sido eleita a primeira mulher nikkei para deputada federal pelo Estado de São Paulo com 213.024 votos e reeleita nas eleições de 2014 com 102.963 votos.
Formada em Direito pela Universidade de Mogi das Cruzes, é casada há mais de 30 anos com o ex-vereador da cidade de São Paulo, Masataka Ota, com quem tem três filhos: Ives Ota, assassinado em 1997 aos 8 anos de idade, e posteriormente teve as meninas Ísis e Vanessa.
Depois do crime Caso Ives Ota, o casal Keiko e Masataka criou um instituto que leva o nome do filho. A ONG realiza palestras e oferece orientação a crianças, adolescentes e famílias vítimas da violência.
Ela candidatou-se com o intuito de aprovar lei que amplie a pena máxima para crimes hediondos.
É autora da Lei 13.285/2016 que determina que todos os processos que apurem a prática de crime hediondo tenham prioridade em todas as instâncias da justiça.
É uma das relatoras-parciais da reforma do Código de Processo Penal, que regulamenta a justiça brasileira.
Foi pioneira no Estado de São Paulo a destinar recursos para a criação da Patrulha Maria da Penha, no município de Suzano no Estado de São Paulo.
É autora do Dia Nacional do Perdão, celebrado em 30 de agosto, ainda em análise pelo Senado Federal do Brasil.
Desde o primeiro mandato, Keiko Ota defende os direitos humanos das mulheres. Em 2013 percorreu 17 estados brasileiros na Comissão Parlamentar Mista de Inquérito (CPMI) da Violência contra a Mulher para investigar as condições de atendimento às mulheres vítimas de violência. O relatório ajudou na criação da Comissão Mista Permanente de Combate à Violência Contra a Mulher, da qual é vice-presidente.
É abertamente favorável a redução da maioridade penal no Brasil para 16 anos, pois acredita que a lei vai diminuir a impunidade e ajudará a combater a criminalidade.
Desde o primeiro mandato, enviou mais de R$15 milhões em emendas parlamentares para saúde, infraestrutura, segurança e assistência social para o Estado de São Paulo.
Em 2015, votou a favor da PL 4330, da terceirização total.
Votou a favor do Processo de impeachment de Dilma Rousseff. Já durante o Governo Michel Temer, votou a favor da PEC do Teto dos Gastos Públicos. Em abril de 2017 foi contrária à Reforma Trabalhista. Em agosto de 2017 votou a favor do processo em que se pedia abertura de investigação do até então presidente Michel Temer.

## Desempenho eleitoral
| Ano  | Eleição                | Partido | Candidata a      | Votos   | %     | Resultado | Ref    |
| ---- | ---------------------- | ------- | ---------------- | ------- | ----- | --------- | ------ |
| 2010 | Estaduais em São Paulo | PSB     | Deputada federal | 213.023 | 1,14% | Eleita    | [ 10 ] |
| 2014 | Estaduais em São Paulo | PSB     | Deputada federal | 102.963 | 0,49% | Eleita    | [ 11 ] |
| 2018 | Estaduais em São Paulo | PSB     | Deputada federal | 60.499  | 0,29% | Suplente  | [ 12 ] |
| 2022 | Estaduais em São Paulo | MDB     | Deputada federal | 16.626  | 0,07% | Suplente  | [ 13 ] |